# Meråkerbanen
Meråkerbanen – linia kolejowa, która biegnie od Trondheim, poprzez Meråker do Storlien w Szwecji. Linia o długości 102 km została uruchomiona w 1881 roku. Linia jest obsługiwana przez Mittnabotåget do Östersund. Linia jest również obsługiwana przez wiele pociągów towarowych.
W 2006 Meråkerbanen zmodernizowano za kwotę 26,5 mln koron i 2007  za 30 mln między Trøndelag i Jämtland. Nośność osi została zwiększony z 20,5 ton do 22,5 ton, co jest norweskim standardem. Jednocześnie zwiększyła się prędkość pociągów towarowych z 50 do 80 km/h. Większość ruchu towarowego to przewóz drewna, głównie do Norske Skog. Ponadto wybudowano Tunel Gjevingåsen, o długości 4,4 km za 635 mln koron, otwarty w 2011 roku.

## Stacje na trasie
- Trondheim S
- Vikhammer
- Hommelvik
- Hell
- Hegra
- Gudå
- Meråker
- Kopperå
- Storlien